# Müsliriegel

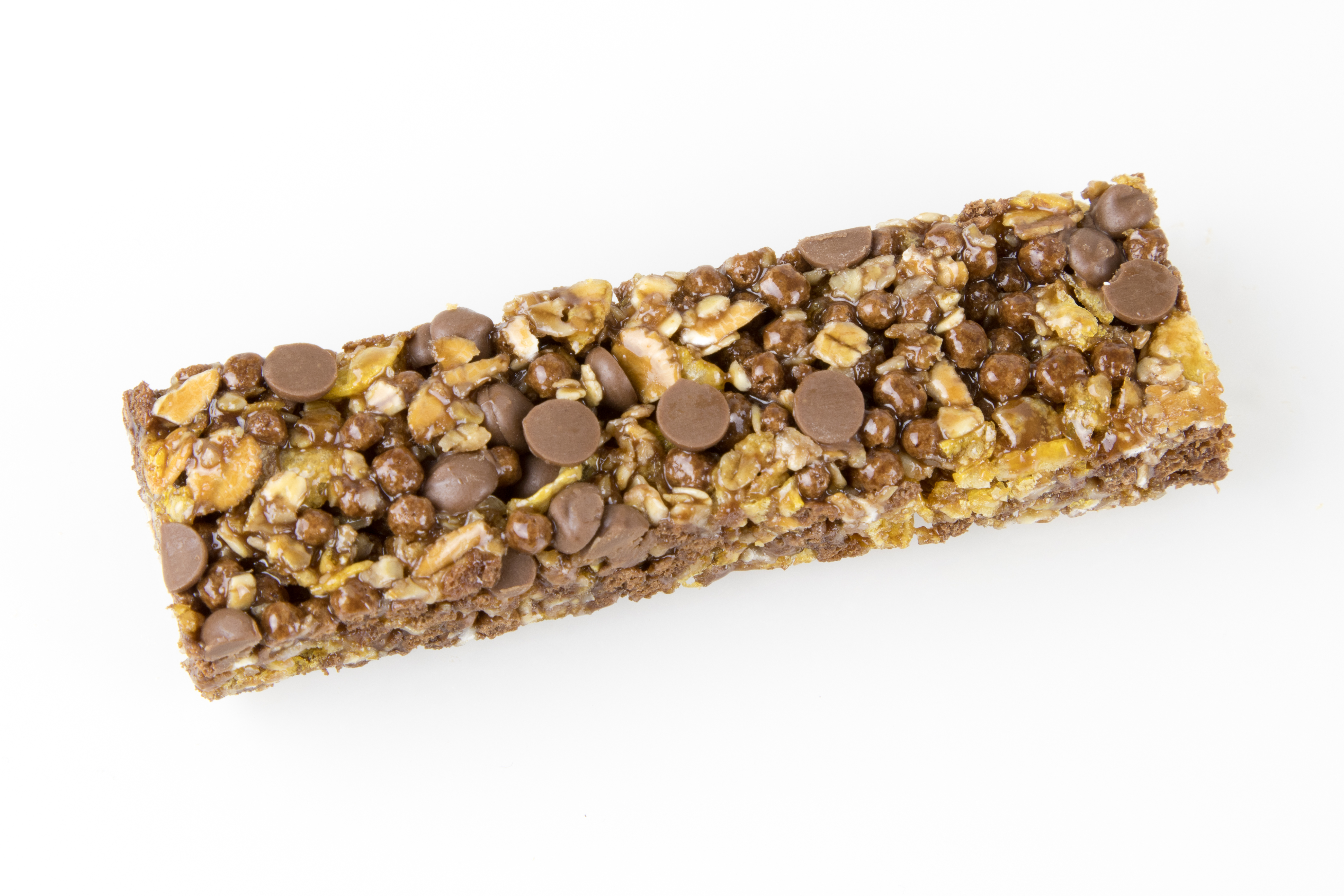
Müsliriegel mit Schokostückchen

Ein Müsliriegel ist eine Süßware in Riegelform, die verarbeitetes Getreide enthält.

## Allgemein
Je nach Sorte werden zusätzlich Schokolade, Trockenobst, Nüsse, Fruchtfüllungen, Milchcreme oder Glasur verarbeitet. Müsliriegel werden in harter, knuspriger oder in weicher, biegsamer Konsistenz hergestellt.
Die Riegel enthalten gepufftes, geflocktes, geröstetes oder gemahlenes Getreide verschiedener Sorten in unterschiedlicher Mischung. Die Form, der Zusammenhalt und die Konsistenz werden durch lebensmittelchemische und -technische Verfahren, etwa durch den Zusatz von Kohlenhydraten, Fetten, oder Gelatine und durch Backen bestimmt. Der Zusatz von Gewürzen und Früchten erlaubt Geschmacksvariationen. Neben konventionellen Produkten gibt es auch Bio-Müsliriegel.
Müsliriegel gelten nicht zuletzt aufgrund des hohen Anteils an Ballaststoffen als gesündere Alternative zu anderen süßen Snacks, obwohl einige Produkte einen hohen Zuckeranteil besitzen. Es gibt inzwischen Riegel, die keinen Zusatzzucker enthalten. Die Bestandteile werden dann großteils nur mit Sirup (zum Beispiel Maltitsirup) gebunden und enthalten daher weniger Nahrungsenergie.

## Geschichte
Auf wen die Erfindung des Müsliriegels zurückgeht, ist nicht geklärt. Der US-amerikanische Landwirt und Autor Herrick Kimball behauptet, er habe die Idee, ein Müsli in Riegelform zu vermarkten, im Jahre 1975 an eine Erfinderzeitschrift gesandt. Sie sei dann von der Lebensmittelindustrie aufgegriffen worden, ohne dass er dafür honoriert worden sei. Auch dem US-amerikanischen Erfinder Stanley Mason wird die Erfindung zugeschrieben.

## Regionale Unterschiede beim Begriff
In Deutschland ist der Begriff Müsli nicht gesetzlich geregelt, so dass Müsliriegel nicht hauptsächlich aus Frühstücksflocken und Getreide bestehen müssen, dafür aber als Hauptbestandteil Maltitsirup enthalten dürfen. In der Schweiz verwendet man den Begriff Getreideriegel, umgangssprachlich jedoch meist «Stängel» da «Müsli» dort kleine Maus bedeutet, im Gegensatz zu «Müesli», das für kleines Mus und umgangssprachlich für Getreideflockenmischung steht. 